# .22 Long
El .22 Long és un cartutx de percussió anular de calibre .22 in (0,22 polzades o 5,7 mm). El .22 Long és un dels més antics cartutxos de percussió anul·lar supervivents, que es remunta a 1871, quan va ser carregat amb una bala de 29 grans (1,9 g) i 5 grans (0,32 g) de pólvora negra, un 25% més que el .22 Short en el qual es basa. Va ser dissenyat per ser utilitzat en revòlvers, però aviat es utilitzar també en fusells. No s'ha de confondre amb el cartutx .22 Long Rifle.

## Història
El 1887 la beina del cartutx .22 Long va ser combinada amb una bala més pesant de 40 grans (2,6 grams) del .22 Extra Long de 1880 per produir el cartutx .22 Long Rifle (LR), que té una longitud general major. El cartutx .22 Long Rifle produeix major energia d'impacte i un major rendiment com a cartutx de cacera o de tir, fent obsolets els cartutxos .22 Long i .22 Extra Long. Durant un temps va haver-hi gran diferència en els preus dels cartutxos .22 Long i .22 Long Rifle, però a causa de les preferències dels tiradors amb pressupost limitat, aquesta diferència va desaparèixer. No hi ha noves armes de foc que estiguin dissenyades específicament per a l'ús del .22 Long, però existeixen empreses que ho segueixen fabricant, com és el cas de la nord-americana CCI i la mexicana Àguila entre d'altres. Moltes armes de foc dissenyades per disparar cartutxos .22 Long Rifle poden usar cartutxos més curts, encara que en general el .22 Long no genera energia suficient per ser usat en armes semiautomàtiques. Els cartutxos de percussió anul·lar en calibre .22 més antics que el .22 Long que encara es fabriquen són el 6 mm Flobert i el .22 Curt.
La càrrega de pólvora utilitzada en el .22 Long és la mateixa que la utilitzada en el .22 LR, però la bala del .22 Long és més lleugera i aquesta combinació no permetia aconseguir velocitats més altes quan es disparava des del canó llarg d'un fusell. Ja que el .22 LR funcionava bé tant en canons curts com en llargs i el .22 Long no ho fa de manera polivalent, el desenvolupament del .22 Long Rifle va ser un gran pas per als cartutxos de percussió anular. L'única diferència entre el .22 Long i el .22 LR és la bala, ja que la beina és igual.